# バサウリ
バサウリ（Basauri）は、スペイン・バスク州ビスカヤ県のムニシピオ（基礎自治体）。市内は26地区に分かれている。

## 地理
ビルバオ都市圏に含まれる都市の一つで、ネルビオン川とイバイサバル川が形成する低い谷の中、ネルビオン川両岸に広がる。バサウリはビスカヤの重要な河川が合流する地点で、うねりが連続するカーブをつくる氾濫原（現在は工業地帯）となっている。バサウリはこの2河川の行程によってオルドゥニャ、ドゥランゴと道路でつながっている。川のすぐそばで町が誕生し、その後粘土質のマルマシン山（標高361m）へ広がっていった。

### 気候
| バサウリの気候              | バサウリの気候 | バサウリの気候 | バサウリの気候 | バサウリの気候 | バサウリの気候 | バサウリの気候 | バサウリの気候 | バサウリの気候 | バサウリの気候 | バサウリの気候 | バサウリの気候 | バサウリの気候 | バサウリの気候 |
| 月                          | 1月            | 2月            | 3月            | 4月            | 5月            | 6月            | 7月            | 8月            | 9月            | 10月           | 11月           | 12月           | 年             |
| --------------------------- | -------------- | -------------- | -------------- | -------------- | -------------- | -------------- | -------------- | -------------- | -------------- | -------------- | -------------- | -------------- | -------------- |
| 平均最高気温 °C （°F）      | 13.2 (55.8)    | 14.5 (58.1)    | 15.9 (60.6)    | 16.8 (62.2)    | 20. (68)       | 22.6 (72.7)    | 25.2 (77.4)    | 25.5 (77.9)    | 24.4 (75.9)    | 20.8 (69.4)    | 16.4 (61.5)    | 14 (57)        | 20.3 (68.5)    |
| 平均最低気温 °C （°F）      | 4.7 (40.5)     | 5.1 (41.2)     | 5.7 (42.3)     | 7.1 (44.8)     | 10.1 (50.2)    | 12.6 (54.7)    | 14.8 (58.6)    | 15.2 (59.4)    | 13.2 (55.8)    | 10.8 (51.4)    | 7.6 (45.7)     | 6 (43)         | 9 (48)         |
| 降水量 mm （inch）          | 126 (4.96)     | 97 (3.82)      | 94 (3.7)       | 124 (4.88)     | 90 (3.54)      | 64 (2.52)      | 62 (2.44)      | 82 (3.23)      | 74 (2.91)      | 121 (4.76)     | 141 (5.55)     | 116 (4.57)     | 1,195 (47.05)  |
| 平均降水日数                | 13             | 11             | 11             | 13             | 12             | 8              | 7              | 8              | 9              | 11             | 12             | 12             | 128            |
| % 湿度                      | 72             | 70             | 70             | 71             | 71             | 72             | 73             | 74             | 73             | 73             | 74             | 73             | 72             |
| 平均月間日照時間            | 86             | 97             | 128            | 128            | 160            | 173            | 188            | 179            | 157            | 123            | 93             | 78             | 1,584          |
| 出典：スペイン気象庁(AEMet) |                |                |                |                |                |                |                |                |                |                |                |                |                |

### 人口
| バサウリの人口推移 1900－2012                           |
|                                                         |
| 出典:INE（スペイン国立統計局）1900年 - 1991年、1996年 - |

## 由来
バサウリとはバスク語で「森の中の人々」を意味する。basaが森、uriが住民である。

## 歴史
バサウリは1510年、隣のアリゴアリガから分離して自治体となった。しかし、この時期に2つの自治体の首長が会見した記録がないため、少なくともこの時期ではないかという見解の年である。バサウリは1858年までゲルニカにあるビスカヤ全体議会に代表を送ったことがなかった。サン・ミゲル・デ・バサウリ（現在はバサウリの一地区）で開催される地区議会の方がそれまで重要だったためである。

## 統計
様々な要因がバサウリの20世紀における強力な経済成長に影響を及ぼした。通信のハブ地となったことが第一の要因と考えられている。オラルゴン、モロ、ミラベリャの各鉱山に近いことも人口の増加に影響した。人口の急増をもたらした最大の要因は、1892年に最初の大工場ラ・バスコニアが置かれたことである。
急激に増えた人口は、1984年を最後に減少に転じた。これはオイルショック以降、1979年から進行していた問題であった。

## 経済
19世紀までのバサウリは純粋な農業地帯で、トウモロコシ栽培や、牧草地でのウシやヒツジ飼育が主体であった。また2、3の製粉所もあった。後の大規模投資と工場立地で第一次産業は徐々に衰退し、現在はほぼ消滅したに等しい。
ビルバオに近く、ネルビオン川とイバイサバル川の谷高地と中間地を結ぶ交差路の役割をしており、その結果として工業化が進んだ。

## 交通
- 道路 - A8（カンタブリア高速道）
- 鉄道 - セルカニアス ビルバオおよびバスク鉄道の停車駅がある。2011年11月にはメトロ・ビルバオがバサウリまで延伸された。

## 出身者
- ホセ・イララゴーリ - サッカー選手。元スペイン代表。
- ホセ・ルイス・パニーソ - サッカー選手。元スペイン代表。
- フランシスコ・ジェステ - サッカー選手